# 庫珀斯 (喬治亞州)
庫珀斯（英語：Coopers）是位於美國喬治亞州鮑德溫縣的一個非建制地區。該地的面積和人口皆未知。

## 地理
庫珀斯的座標為32°58′43″N 83°17′07″W / 32.97861°N 83.28528°W，而該地的平均海拔高度為121米（即397英尺）。